# Сохоцький Ісидор Йосипович
Сохоцький Ісидор Йосипович (псевдонім Сидір Ярославин; 4 квітня 1895, Лани, Бібрський повіт, Галичина — 22 травня 1977, Філадельфія, США) — український греко-католицький священник, церковний і громадський діяч, історик. Дійсний член НТШ (з 1965).

## Життєпис
Закінчив богословські студії (1915—1918) і філософський факультет Таємного Українського Університету у Львові (1921—1923).
Служив в Українській Галицькій армії (1918—1920).
Висвячений 12 лютого 1923 р. у Львові єпископом Йосифом Боцяном. По свяченнях був адміністратором парафії в Підберізцях біля Львова (1924—1927), потім парохом в с. Гаї (1928—1938). Напередодні і під час Другої світової війни працював на парафіях в селах Дмитре біля Львова (1938—1939) та Дернів Кам'янка-Струмилового деканату. Викладав у народних школах у Західній Україні (1923—1944). Радник Митрополичої консисторії у Львові.

### Діяльність в еміграції
Після 1944 р. опинився на еміграції в Німеччині в місті Ауґсбурґ (1945—1950), тоді був також катехитом в Діллінгені (1948—1950). 1950 р. виїхав на еміграцію в США. Душпастирював у містах Піттсбург (1951—1952) і Шамокін (1953—1965) в штаті Пенсільванія.

### Праці й статті
- Будівничі новітньої української державності в  Галичині: Історичні постаті Галичини ХIХ–ХХ  ст. Нью-Йорк; Париж; Сідней; Торонто, 1961;
- Перед Зривом // Калєндар Червоної Калини на 1936 р. Львів, 1935. С.  61–63;
- «Що дали Греко-Католицька Церква та її духовенство українському народові» (1951) (доступна на сайті DIASPORIANA),
- «Визвольна боротьба на західно-українських землях у 1918—1923 pp.» (1956),
- «Українська Католицька Церква візантійсько-східного обряду в США» (у збірці «Українська Католицька Митрополія в США», 1959)
- «Історичні постаті Галичини XIX—XX ст.» (1961) та ін.